# Karola Bloch
Karola Bloch, née Karola Piotrkowska (Łódź, 22 mai 1905 - Tübingen 31 juillet 1994) est une architecte, féministe et socialiste germano-polonaise.

## Biographie
Elle est la troisième femme du philosophe allemand Ernst Bloch.